# Badgeworth
Badgeworth is een civil parish in het Engelse graafschap Gloucestershire.